# Marie Trintignant
Marie Joséphine Innocente Trintignant (Boulogne - Billancourt, Hauts-de-Seine, 21 de Janeiro de 1962 — Neuilly-sur-Seine, Hauts-de-Seine, 1 de Agosto de 2003) foi uma atriz francesa, filha dos atores Jean-Louis Trintignant e Nadine Marquand.
Ela apareceu em mais de 30 filmes durante seus 36 anos de carreira, entre 1967 e 2003. Sua família estava profundamente envolvida na indústria cinematográfica da França, já que seu pai era ator e sua mãe era diretora, produtora e roteirista.
Em 1988, ela trabalhou com o diretor francês Claude Chabrol no filme Une Affaire de Femme, no qual interpretou uma jovem prostituta na França de Vichy durante a guerra. Sobre o papel e o impacto de Chabrol em sua carreira, Trintignant refletiu mais tarde: "Até então, sempre senti que era uma fraude se não chegasse a extremos ao mostrar a dor de meus personagens, mas ele me ensinou leveza. Ele me mostrou como crescer sem falsa tragédia."  Ela trabalhou com Chabrol novamente em 1991 no filme Betty, uma adaptação de um livro de Georges Simenon.
Morreu assassinada pelo namorado, aos 41 anos, depois de sofrer um edema cerebral em decorrência de espancamento. O seu namorado, o músico Bertrand Cantat, foi detido por ser suspeito de agredir Marie, e acabou por ser condenado a oito anos de prisão.
Marie era mãe de quatro rapazes: o actor Roman Kolinka, nascido em 1986, (filho de Richard Kolinka), Paul Cluzet, nascido em 1993, (filho de François Cluzet), Léon Othnin-Girard, nascido em 1996, (filho de Mathias Othnin-Girard) e Jules Benchetrit, nascido em 1998, (filho de Samuel Benchetrit).